# Високе (Гагарінський район)
Високе (рос. Высокое) — присілок Гагарінського району Смоленської області Росії. Входить до складу Пречистенського сільського поселення.
Населення — 3 особи.